# Wilhelm Abeken
Wilhelm Ludwig Abeken (* 30. April 1813 in Rudolstadt; † 29. Januar 1843 in München) war ein deutscher Klassischer Archäologe.

## Leben
Wilhelm Abeken, Sohn des Philologen und Lehrers Bernhard Rudolf Abeken und Bruder des politischen Schriftstellers Hermann Abeken, erhielt seine Schulausbildung in Osnabrück, wo sein von dort stammender Vater seit 1815 Gymnasialdirektor war. Er studierte ab 1833 in Berlin zunächst evangelische Theologie, wandte sich aber unter dem Einfluss von Eduard Gerhard der Archäologie zu. Anschließend studierte er in Göttingen bei Karl Otfried Müller  und wurde 1836 bei diesem promoviert. 1836 ging er nach Rom und begann dort Studien über die alte Bevölkerung in Etrurien, Samnium und Umbrien, deren Resultate er in dem posthum erschienenen Werk Mittelitalien vor den Zeiten römischer Herrschaft nach seinen Denkmalen dargestellt (1843) niederlegte. Von 1837 bis 1842 war er als Bibliothekar am Deutschen Archäologischen Institut in Rom tätig. Er ging 1842 nach Deutschland zurück und starb am 29. Januar 1843 in München.

## Schriften
- De μιμήσεως apud Platonem et Aristotelem notione dissertatio. Scripsit Dr. Guilelmus Abeken. Prostat apud Dieterich, Gottingae 1836 (Digitalisat).
- Mittelitalien vor den Zeiten römischer Herrschaft. Nach seinen Denkmalen. Cotta, Stuttgart und Tübingen 1843 (Digitalisat).